# جین سون-یو
جین سون-یو (به کره‌ای: 진선유 - Jin Sun-Yu) ورزشکار زن رشتهٔ اسکیت سرعتی مسیر کوتاه اهل کشور کره جنوبی است. وی در بین سال‌های ‎۲۰۰۶ میلادی در مسابقات بازی‌های المپیک زمستانی در مجموع ۳ مدال طلا را کسب کرد.